# KPaint
KPaint ist ein einfaches Zeichenprogramm für die Grafische Benutzeroberfläche KDE. Grundlage des Programmes ist das Canvas Widget von Tcl/Tk. Es besitzt einfache Zeichenwerkzeuge, ermöglicht aber keine komplizierten Manipulationen von Fotos. Neben BMP, GIF, JPG, PNG kann KPaint auch andere Formate lesen. Bestimmte Operationen wie Skalierung, Rotation, Verschiebung, Spiegelung und Deformierung im Sinne einer Neigung können auf mehrere Objekte einer Gruppe angewandt werden. Es ist als das Pendant zu Paintbrush bei Windows anzusehen.
Mit der KDE Version 3.3, die im August 2004 herauskam, wurde KPaint vom neuen Programm KolourPaint abgelöst.